# ألكسندر بانزا
العقيد ألكسندر بانزا (أكتوبر 1932 – 12 أبريل 1969) كان ضابط عسكري و سياسي في جمهورية أفريقيا الوسطى. ولد في كارنوت، أوبانغي شاري، خدم بانزا مع الجيش الفرنسي خلال الحرب الهندو صينية الأولى قبل أن ينضم إلى جمهورية أفريقيا الوسطى في القوات المسلحة. كما كان قائد مخيم كاسي قاعدة عسكرية في عام 1965، ساعد بانزا جان بيدل بوكاسا على إسقاط حكومة الرئيس ديفيد داكو. كافا بوكاسا بانزا بتعيينه وزير الدولة ووزير المالية في الحكومة الجديدة. قام بانزا بسرعة بإنشاء نظام جديد السمعة في الخارج وأقام العلاقات الدبلوماسية مع البلدان الأخرى. في عام 1967 اتهم الرئيس بالفساد. وفي أبريل عام 1968، أزال بوكاسا بانزا من منصب وزير المالية. بعد أن قام بوكاسا بمحاولات تقويض له، فقام بانزا بكتابة عدد من الملاحظات التي تنتقد بشدة تعامل الرئيس مع الحكومة. فرد بوكاسا بإعفائه من منصب وزير الدولة.

## النشأة
ولد بانزا في 10 أكتوبر 1932. هو الأول من بين ثلاثة أبناء، نشأ في قلب منطقة جباية. درس بانزا في الكاميرون و جمهورية الكونغو. في العشرينات من عمره، خدم مع الجيش الفرنسي في الحرب الهندوصينية الأولى وتمركز في الغابون والمغرب وتونس وأماكن أخرى في أفريقيا المستعمرة. كان لديه سجل عسكري مشابه لزميله المستقبلي جان بيدل بوكاسا، الذي خدم أيضًا في حرب الهند الصينية الأولى وكان متمركزًا في أفريقيا وأوروبا باعتباره خبير الإرسال الإذاعي.

### معلومات المراجع
- Fandos-Rius، Juan؛ Bradshaw، Richard (2016). Historical Dictionary of the Central African Republic. Rowman & Littlefield. ISBN:9780810879928. مؤرشف من الأصل في 2022-09-20.
- Kalck، Pierre (2005)، Historical Dictionary of the Central African Republic (ط. 3rd English)، Lanham, Maryland: The Scarecrow Press، ISBN:0-8108-4913-5
- Péan, Pierre (1977), Bokassa Ier (بالفرنسية), Paris: Editions Alain Moreau, OCLC:4488325
- Powers، Jonathan (2001)، Like Water on Stone: The Story of Amnesty International، بوسطن: Northeastern University Press، ISBN:1-55553-487-2
- Taylor، Sidney، المحرر (1967). The New Africans: A guide to the contemporary history of emergent Africa and its leaders. London: Paul Hamlyn. OCLC:222455686.
- Titley، Brian (1997)، Dark Age: The Political Odyssey of Emperor Bokassa، Montreal: McGill-Queen's University Press، ISBN:0-7735-1602-6